# Дорога в Рыбацкое
Дорога в Рыба́цкое — дорога в историческом районе Беляевка Красногвардейского административного района Санкт-Петербурга. Проходит вдоль реки Охты (со стороны КАД) до Васнецовского проспекта.

## История
С 1907 года по 1910-е годы носила название Рыбацкая дорога. С 1914 года также называлась дорогой в деревню Рыбацкое. Современное название известно с 1920-х годов.

## Транспорт
Ближайшие к дороге в Рыбацкое станции метро — «Академическая» (≈ 5,2 км) и «Гражданский проспект» (≈ 5 км) 1-й (Кировско-Выборгской) линии.
Движение наземного общественного транспорта по дороге отсутствует.
Проезд — городским социальным автобусом № 124 до конечной остановки «Челябинская улица, дом 159» и пригородным автобусом № 622 от станции метро «Девяткино» до остановки «Челябинская улица, дом 159».

## Пересечения
С юга на север (по увеличению нумерации домов) дорогу в Рыбацкое пересекают следующие магистрали:
- Волго-Донской проспект — примыкание;
- Муринская дорога и Васнецовский проспект — дорога в Рыбацкое примыкает к их стыку.

## Достопримечательности
- деревня Рыбацкое